# Pistolet de howdah

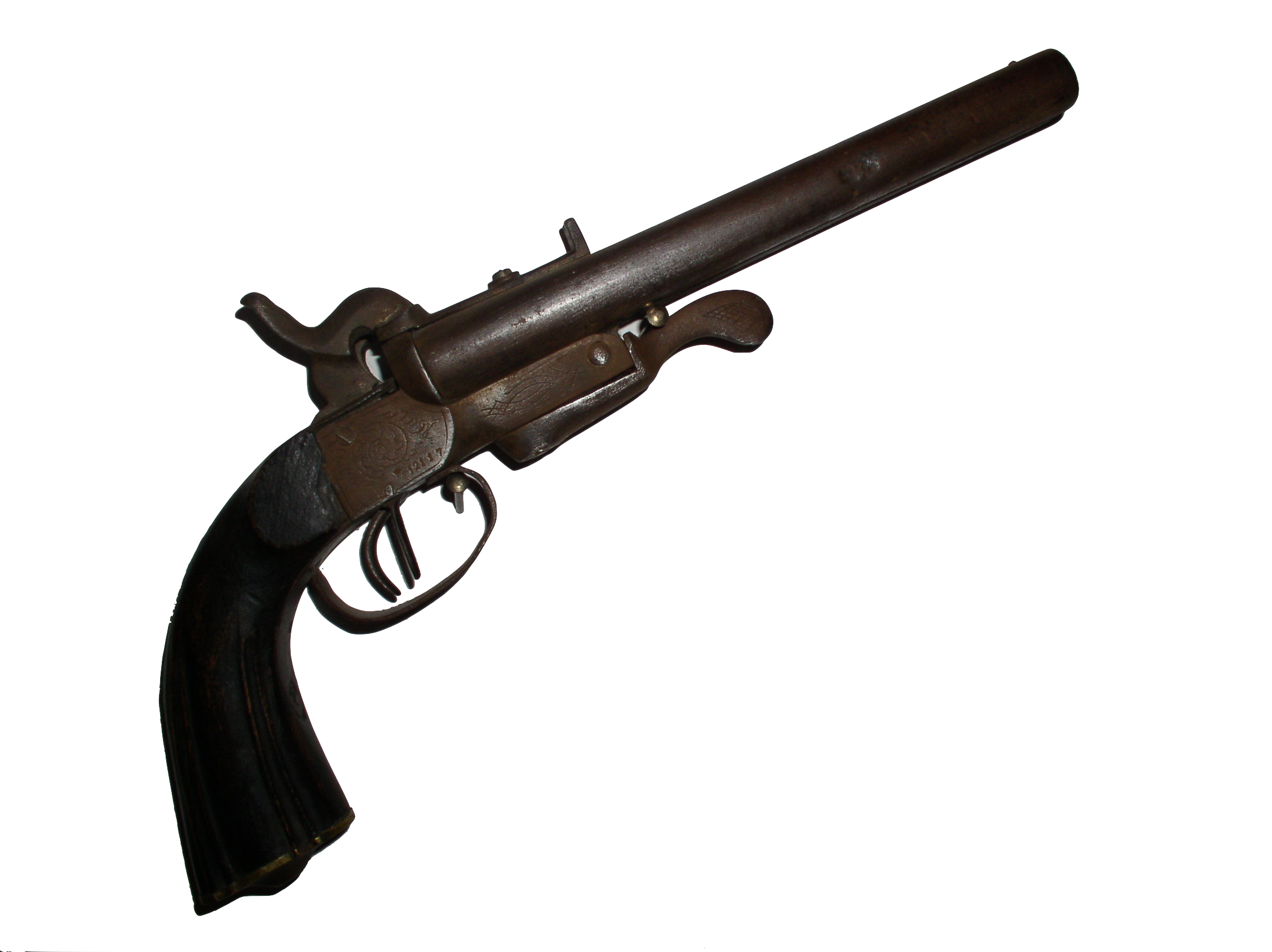
Pistolet de howdah fabriqué en Allemagne avant 1900, à double canon, et de calibre .50 (12,7 mm)

Un pistolet de howdah (ou, en anglais, « howdah pistol ») est un pistolet, généralement imprécis, mais de fort calibre, que l'on garde dans un howdah comme ultime défense. 
Ce pistolet était utilisé en particulier lors des chasses au tigre qui se pratiquaient en Inde à dos d'éléphant, pour faire face à l'attaque du fauve s'il cherchait à monter sur l'éléphant pour atteindre les chasseurs. 

## Utilisation
Un howdah pistol est une arme de poing de fort calibre, souvent équipé de deux ou quatre canons, utilisé en Inde et en Afrique pendant la période de l'Empire britannique, dans la seconde moitié du XIXe siècle ; il était essentiellement destiné à se protéger contre les tigres, les lions, et autres animaux dangereux de forte taille que l'on pouvait rencontrer dans la jungle ou dans des endroits reculés. 
Les pistolets de howdah comportant plusieurs canons furent initialement préférés, car ils offraient un rechargement plus rapide qu'il ne l'était avec les revolvers de l'époque. Leur nom vient du howdah, sorte de palanquin permettant à plusieurs personnes d'être confortablement installées sur le dos d'un éléphant, tout particulièrement pendant la période du British Radj, l'Empire britannique en Inde, où l'on utilisait des éléphants équipés de howdah pour la chasse aux animaux sauvages : il était alors nécessaire de disposer d'une arme auxiliaire de fort calibre pour protéger passagers et éléphant contre l'attaque immédiate d'un animal sauvage, d'un tigre généralement.
Ce genre de mésaventure n'était pas purement hypothétique : ainsi, le duc d'Orléans fut attaqué par une tigresse, lors d'une chasse qu'il pratiquait en Inde à dos d'éléphant, en 1887. Le souvenir en est perpétué par la représentation de l'épisode, mettant en scène l'éléphant ainsi que la tigresse, désormais empaillée, dans la Grande galerie de l'Évolution, au Jardin des Plantes à Paris. L'attaque avait été si violente que le howdah avait cédé sous le poids de la tigresse. 
Bien que les pistolets de howdah aient été conçus pour n'être utilisés qu'« à la toute dernière extrémité » contre un gibier dangereux tel que les tigres, les officiers britanniques les adoptèrent pour les utiliser dans d'autres lieux reculés de l'Empire britannique.

## Description et calibres
Les premiers pistolets de howdah n'étaient guère que des fusils à canon scié, typiquement de calibre .577 Snider, ou .577/.450 Martini-Henry, mais un peu plus tard les armuriers anglais fabriquèrent des howdah pistols spécifiquement conçus pour cet usage, aussi bien dans des calibres de fusils que dans des calibres plus classiques pour des pistolets, tels que le .455 Webley ou le .476 Enfield. Par voie de conséquence, le terme de howdah pistol est souvent appliqué à un certain nombre d'armes de poing anglaises telles que le pistolet Lancaster (disponible dans toute une série de calibres allant du .380 au .577), ainsi qu'à quelques revolvers de calibre .577 produits en Angleterre et en Europe pendant une brève période vers le milieu ou la fin du XIXe siècle.

## Le pistolet dehowdahau cinéma
Dans le film L'Ombre et la Proie, le personnage appelé Remington (joué par Michael Douglas), aux prises avec deux lions particulièrement dangereux, porte un pistolet de howdah à deux canons superposés (rarissime).